# سليمان بن الصمة المهلبي
سليمان بن الصمة المهلبي الازدي 
```

```

قائد كبير من قادة اركان حرب الدولة العباسية في المغرب العربي في عهد ولاية داود بن يزيد بن حاتم المهلبي، قضى على ثورات الخوارج في باجة بافريقية وكذلك الامر في ثورتهم في شقبنارية، ولد في البصرة بالعراق وكذلك نشأ بها، فكان فارساً مقدماً شجاعاً، ماهراً بارعاً في قيادة الجيوش، وقد قدم من المشرق مع جيش يزيد بن حاتم المهلبي إلى المغرب العربي.

## ثورة الخوارج
ثار في أفريقية رجل من الخوارخ الاباضية اسمه صالح بن نصير النفرئي، وتبعه كثيرين من البربر الذين غرر بهم في باجة، فبلغ والي أفريقية داود بن يزيد المهلبي والي المغرب العربي، فقرر التصدي له والقضاء على ثورته قبل استفحالها، فأرسل اليه المهلب بن يزيد، ولكن لم يوفق في التصدى له، فقرر داود ان يرسل له مرة أخرى قائد آخر، فكلف القائد الفذ والقوي الشكيمة سليمان بن الصمة المهلبي.

## معركة باجة
قال البكري وذكرها من مدن أفريقية «و مدينة باجة كبيرة كثيرة الأنهار، وهي على جبل يسمّى عين الشمس في هيئة الطيلسان تطرد حواليها المياه وفيها عيون الماء العذب، ومن تلك العيون عين تعرف بعين الشمس هي تحت سور المدينة»
عندئذٍ قرر داود بن يزيد ان يرسل اليها ابن عمه وقائدها الشجاع سليمان بن الصمة المهلبي بعشرة الاف جندي، وتحرك اليها سليمان بن الصمة من القيروان فبلغ ذلك صالح بن نصر، واستعد للقائه وجمع كل ما عنده من الخوارج لمواجهة جيش القيروان، والتقى في باجة وإقتتلوا قتالاً شديداً، وصمد لهم سليمان بن الصمة صموداً عظيماً، انتهى اخيراً بانتصار ساحق لجيش القيروان وهزيمةٍ نكراء للخوارج البربر، حيث وصف بن عذاري قتلاهم باكثر من عشرة آلاف مقاتل، ومن نجا منهم فر هرباً، ويقول بن عذاري «فوجه إليهم داود، سليمان بن الصمة
في عشرة آلاف فارس، فهزم البربر وتبعهم وقتل منهم أكثر من عشرة آلاف مقاتل.» 
واما قائدهم الخارجي صالح بن نصر فقد فر هارباً لا يُولى على شيء،
بعد هزيمتهُ هزيمةً ساحقة امام القائد سليمان بن الصمة إلى مكان يجمع فيه الفلول من جديد لمواجهة حكومة القيروان.

## معركة شقبنارية
جاء وصف بشقبنارية في الروض المعطار «مدينة في بلاد إفريقيه بمقربة من مدينة الاربس، فيها آثار عظيمة، ويقال إنها كانت من أعظم مدن إفريقيه كان بها ماء مجلوب. »
ثم بعد ان هرب صالح بن نصير، إنضم اليه جماعة من زعماء كثيرين من البربر الخوارج بافريقية، الذين غرر بهم صالح بن نصر بشقبنارية، لم يكونوا قد انضموا اليه في معركة باجة، فبلغ ذلك داود بن يزيد بن حاتم، وفي الحال قرر ان لا يترك لهم فرصة، فأرسل إليهم القائد المظفر سليمان بن الصمة المهلبي النادر الفروسية للمرة الثانية، فتحرك سليمان بجيش القيروان فوجد خوارج البربر بقيادة صالح بن نصر قد استعدوا للقائه فإلتقى بهم بشقبنارية فدارت بينهم معركة حامية الوطيس اظهر فيها جيش القيروان بقيادة سليمان بن الصمة، ضروب من الشجاعة والاقدام في مواجهة الثوار البربر الخوارج، حيث إنتهت المعركة بانتصار ساحق لجيش القيروان وهزيمة منكرة للبربر، كما أسفرت عن مقتل صالح بن نصير (الخارجي) في ميدان الوغى على أيدي ابطال العرب الاشاوس الذين لم يتركوا له فرصة لإثارة الفوضى في المغرب العربي ومقتل جميع من معه من زعماء البربر الخوارج الذين انضموا اليه.

## قائد شرطة مصر
حين انتقل داود بن يزيد بن حاتم المهلبي إلى ولاية مصر بأمر من الخليفة هارون الرشيد يرحمه الله كان معه سليمان بن الصمة ومكث مع داود بن يزيد بن حاتم المهلبي، ثم بعد ذلك انتقل داود بن يزيد المهلبي إلى ولاية السند في المشرق الإسلامي بأمر من الخليفة هارون الرشيد ولم يرافقه سليمان بن الصمة، حيث فضل الاستقرار بمصر، وحين عين إسماعيل بن صالح العباسي والياً على مصر وسكن في مدينة العسكر المصرية، جعل سليمان بن الصمة المهلبي قائداً لشرطة مصر لنشر الأمن والامان بها، نظراً لأنه كان موضع ثقتهُ لما عرف عنه من الشجاعة والقيادة الرشيدة.

## وفاته
اما عن وفاة سليمان بن الصمة المهلبي فيبدو انه لم يغادر مصر وانه في اخر حياته اعتزل الحياة السياسية ولزم بيته حتى توفي بمصر على الارجح ولا يعلم سنة وفاته، رحم الله هذا القائد العلم من اعلام القيادة العربية المغربية.